# Список Героев Украины/Ф
В настоящем списке в алфавитном порядке представлены люди, получившие почётное звание Герой Украины, чьи фамилии начинаются с буквы «Ф».
- Список содержит информацию о дате указа присвоения почётного звания, роде деятельности награждённых и годах их жизни.

## Список людей, фамилии которых начинаются с «Ф»
| № | Фамилия, Имя Отчество            | Дата Указа | Деятельность                                                      | Годы жизни      |
| - | -------------------------------- | ---------- | ----------------------------------------------------------------- | --------------- |
| 1 | Филипчук, Владимир Станиславович | 03.08.2000 | Глава правлення акционерного общества «Эксимнефтепродукт», Одесса | род. 03.08.1940 |
| 2 | Француз, Анатолий Иосифович      | 15.04.2002 | Начальник Управления МВД Украины в Ровненской области             | род. 23.03.1954 |